# Hani ibn Urwa
Hani ibn Urwa (arabiska: هانيء بن عروة), död 680 i Kufa, var en jemenitisk ledare i Kufa som förlorade sitt liv under ett försök att tillsammans med Muslim ibn Aqil (representant till den tredje shiaimamen Husayn ibn Ali) skapa stöd för shiaimamen i Kufa. Men de misslyckades och det slutade senare med att slaget vid Karbala ägde rum år 681. I Kufa hade Hani gett husrum till Muslim, men när guvernören Ubaydullah ibn Ziyad fick reda på att Muslim befann sig i Hanis hus tillfångatogs Hani och fängslades. Hani avrättades genom halshuggning år 680 utan något anmärkningsvärt motstånd från folkets sida. Muslim ibn Aqil avrättades kort efter det.
Hani var en mycket entusiastisk shiamuslim. Han var också en av Kufas dignitärer, en av dess recitatörer av Koranen, och sheikh och ledare för Murad-klanen.